# Mauchline
Mauchline (pron.: /ˈmɒxlɪn/; in gaelico scozzese: Maghlinn) è una cittadina di circa 4 000 abitanti della Scozia sud-occidentale, facente parte dell'area amministrativa dell'Ayrshire Orientale (East Ayrshire).

## Geografia fisica
Mauchline si trova tra a circa 10 miglia a nord-est di Ayr, tra le località di Monkton ed Auchinleck (rispettivamente ad est della prima e a nord-ovest della seconda).

## Origini del nome
Il toponimo gaelico Maghlinn è formato dai termini magh, che significa "chiaro", e linn, che significa "specchio d'acqua".

## Monumenti e luoghi d'interesse

### Architetture militari

#### Castello di Mauchline
Tra i principali monumenti di Mauchline, figura il castello, eretto nel XV secolo, ma che presenta aggiunte del XVII e XIX secolo.

### Architetture civili

#### National Burns Memorial Tower
Altro edificio d'interesse è la National Burns Memorial Tower, eretta nel 1898 in onore dell'illustre cittadino Robert Burns, che si sposò a Mauchline con Jean Armour nel 1788.

## Società

### Evoluzione demografica
Al censimento del 2011, Mauchline contava una popolazione pari a 4 099 abitanti.
La località ha conosciuto un decremento demografico rispetto al 2001, quando contava 4 190 abitanti.